# Bernhard Großfeld
Bernhard Theodor Großfeld (* 30. Dezember 1933 in Bentheim; † 20. September 2024 in Münster) war ein deutscher Professor mit den Lehrgebieten Bürgerliches Recht, Handels- und Wirtschaftsrecht, Rechtsvergleichung und Internationales Privatrecht.

## Leben
Großfeld studierte nach dem Abitur am Gymnasium Nordhorn Rechtswissenschaft in Freiburg im Breisgau, Hamburg und Münster. Er wurde 1954 Mitglied der katholischen Studentenverbindung K.D.St.V. Hohenstaufen Freiburg im Breisgau im CV, legte 1957 in Hamm das Erste Juristische Staatsexamen ab und promovierte 1960 in Münster zum Thema Die Privatstrafe. 1962 machte er in Hannover das Assessorexamen und 1963 an der Yale Law School (USA) den Master of Laws (LL.M.).
Großfeld habilitierte sich 1965 bei Wolfgang Fikentscher an der Universität Tübingen mit dem Thema Aktiengesellschaft, Unternehmenskonzentration und Kleinaktionär und war von 1966 bis 1973 ordentlicher Professor für Zivil- und Handelsrecht an der Georg-August-Universität Göttingen.
Es folgten mehrere Gastprofessuren in den USA, darunter 1969/1971/1972 in Ann Arbor (Michigan) und 1982–1983 in Dallas (Texas). Weitere Forschungsaufenthalte im Ausland waren 1979 als Visiting Fellow in Cambridge und 1983 als Visiting Scholar an der Duke University in Durham (North Carolina).
1973 wechselte Großfeld als Ordinarius für Zivil- und Handelsrecht an die Westfälische Wilhelms-Universität Münster. Dort lehrte er bis zu seiner Emeritierung im Wintersemester 1998/1999 und war zugleich (bis 1995 neben Otto Sandrock) Direktor des Instituts für Internationales Wirtschaftsrecht (IWR) und des Instituts für Genossenschaftswesen. Rufe nach München lehnte er ab.
Sein Institut für internationales Wirtschaftsrecht entwickelte sich zu einer renommierten Adresse. In seinen Arbeitsschwerpunkten Rechtsvergleichung und internationales Gesellschaftsrecht setzte Großfeld Maßstäbe. Weitere Arbeitsschwerpunkte waren Bilanzrecht und Unternehmensbewertung. Seine Abhandlungen stellten Verbindungen zu den Wirtschaftswissenschaften und zu Naturwissenschaften her.
Großfeld setzte sich auch kritisch mit dem System der Juristenausbildung auseinander. Sein provozierender Aufsatz über „Das Elend des Jurastudiums“ (JZ 1986, 357 ff.) löste eine breite langanhaltende Diskussion aus.
Er war Mitglied der Deutschen Akademie der Technikwissenschaften (acatech) und seit 1985 ordentliches Mitglied der Nordrhein-Westfälischen Akademie der Wissenschaften und der Künste.
Großfeld war Vater von sechs Kindern, lebte in Münster und wurde auf dem Alten St.-Mauritz-Firedhof bestattet.

## Schriften (Auswahl)
- Die Privatstrafe: ein Beitrag zum Schutz des allgemeinen Persönlichkeitsrechts. Frankfurt a. M. 1961, zugleich Münster Univ., Diss. 1960.
- Die Einkommensteuer: geschichtliche Grundlagen und rechtsvergleichender Ansatz. Tübingen 1981.
- Zahlen und Zeichen im Recht. Tübingen 1993.
- Zauber des Rechts. Tübingen 1999.
- Großfeld (Hrsg.): Westfälische Jurisprudenz. Beiträge zur deutschen und europäischen Rechtskultur. Festschrift aus Anlass des 50-jährigen Bestehens der Juristischen Studiengesellschaft Münster. Münster 2000.
- Großfeld (Hrsg.): Rechtsvergleicher – verkannt, vergessen, verdrängt. Münster 2000.
- Poesie und Recht: rechtsvergleichende Zeichenkunde. Paderborn; München; Wien; Zürich 2005.
- Luttermann/Großfeld (Begr.): Bilanzrecht: die Rechnungslegung in Jahresabschluß und Konzernabschluß nach Handelsrecht und Steuerrecht, Europarecht und IAS/IFRS. 4. Aufl., Heidelberg 2005.
- Großfeld (Hrsg.): Probleme des deutschen, europäischen und japanischen Rechts. Festschrift aus Anlass des 20-jährigen Bestehens der Partnerschaft der Westfälischen Wilhelms-Universität Münster und der Chuo-Universität Tokio auf dem Gebiet der Rechtswissenschaft. Berlin 2006.